# A Walker, a texasi kopó epizódjainak listája
Ez az oldal a Walker, a texasi kopó epizódjait tartalmazza.

## Évadáttekintés
| Évad | Évad | Részek száma | Részek száma | Eredeti sugárzás     | Eredeti sugárzás | Eredeti adó |
| Évad | Évad | Részek száma | Részek száma | Évadbemutató         | Évadzáró         | Eredeti adó |
| ---- | ---- | ------------ | ------------ | -------------------- | ---------------- | ----------- |
|      | 1.   | 24           | 24           | 1993. szeptember 25. | 1994. május 21.  | CBS         |
|      | 2.   | 25           | 25           | 1994. szeptember 24. | 1995. május 13.  | CBS         |
|      | 3.   | 26           | 26           | 1995. szeptember 23. | 1996. május 18.  | CBS         |
|      | 4.   | 27           | 27           | 1996. szeptember 21. | 1997. május 17.  | CBS         |
|      | 5.   | 25           | 25           | 1997. szeptember 27. | 1998. május 16.  | CBS         |
|      | 6.   | 23           | 23           | 1998. szeptember 26. | 1999. május 22.  | CBS         |
|      | 7.   | 25           | 25           | 1999. szeptember 25. | 2000. május 20.  | CBS         |
|      | 8.   | 24           | 24           | 2000. október 7.     | 2001. május 19.  | CBS         |

## Epizód

### Bevezető évad (1993)
| Sor. | Év. | Cím                                                          | Rendező          | Író                              | Premier           | Nézettség    |
| ---- | --- | ------------------------------------------------------------ | ---------------- | -------------------------------- | ----------------- | ------------ |
| 1.   | 1.  | A Rangerek törvényei, 1.rész (One Riot, One Ranger, Part I)  | Virgil W. Vogel  | Leigh Chapman as "Louise McCarn" | 1993. április 21. | 24,40 millió |
| 2.   | 2.  | A Rangerek törvényei, 2.rész (One Riot, One Ranger, Part II) | Virgil W. Vogel  | Leigh Chapman as "Louise McCarn" | 1993. április 21. | 24,40 millió |
| 3.   | 3.  | Határeset (Borderline)                                       | Michael Vejar    | Robin Madden                     | 1993. április 24. | 17,10 millió |
| 4.   | 4.  | Árnyék az éjszakában (A Shadow in the Night)                 | Alexander Singer | J. Michael Straczynski           | 1993. május 1.    | 16,90 millió |

### 1. évad (1993-1994)
| Sor. | Év. | Cím                                                          | Rendező           | Író | Premier              | Nézettség    |
| ---- | --- | ------------------------------------------------------------ | ----------------- | --- | -------------------- | ------------ |
| 5.   | 1.  | A jelzálog (Bounty)                                          | Vern Gillum       | Frank Lupo                                                                                               | 1993. szeptember 25. | 19,20 millió |
| 6.   | 2.  | A viharjelzés (Storm Warning)                                | James Darren      | Történet: Leigh Chapman (as "Louise McCarn") Tévéjáték: Leigh Chapman (as "Louise McCarn") & Terry Grief | 1993. október 2.     | 16,30 millió |
| 7.   | 3.  | Isten nevében (In the Name of God)                           | Michael Preece    | Peter Lance & Terry D. Nelson                                                                            | 1993. október 30.    | 18,10 millió |
| 8.   | 4.  | Árnyék Dave (Crime Wave Dave)                                | Tony Mordente     | Gordon T. Dawson                                                                                         | 1993. november 6.    | 17,50 millió |
| 9.   | 5.  | A nagy fogás (End Run)                                       | Michael Vejar     | Rick Husky                                                                                               | 1993. november 13.   | 15,60 millió |
| 10.  | 6.  | Családi zűrök (Family Matters)                               | Tony Mordente     | Frank Lupo                                                                                               | 1993. november 20.   | 20,10 millió |
| 11.  | 7.  | Ugrás a vízbe (She'll Do to Ride the River With)             | Andrew Stevens    | Peter Lance                                                                                              | 1993. november 24.   | 13,30 millió |
| 12.  | 8.  | Az árnyék (Unfinished Business)                              | Michael Preece    | Harold Apter                                                                                             | 1993. november 27.   | 19,30 millió |
| 13.  | 9.  | Egy ártatlan ember (An Innocent Man)                         | Michael Preece    | Charles Holland                                                                                          | 1993. december 4.    | 15,30 millió |
| 14.  | 10. | A Gladiátor éjszakája (Night of the Gladiator)               | William A. Fraker | David H. Balkan                                                                                          | 1993. december 11.   | 17,80 millió |
| 15.  | 11. | A Rohanó Medve legendája (Legend of the Running Bear)        | Michael Preece    | Harold Apter                                                                                             | 1994. január 8.      | 15,80 millió |
| 16.  | 12. | Az árnyékos oldal, 1.rész (Something in the Shadows: Part 1) | Tony Mordente     | Harold Apter & Gordon T. Dawson                                                                          | 1994. január 15.     | 19,10 millió |
| 17.  | 13. | Az árnyékos oldal, 2.rész (Something in the Shadows: Part 2) | Michael Preece    | Harold Apter & Gordon T. Dawson                                                                          | 1994. január 22.     | 19,10 millió |
| 18.  | 14. | Halálos veszélyben (On Deadly Ground)                        | Tony Mordente     | Rick Husky                                                                                               | 1994. január 29.     | 18,70 millió |
| 19.  | 15. | Rosszkor jött szerelem (Right Man, Wrong Time)               | Michael Preece    | Chris Bunch & Allan Cole                                                                                 | 1994. február 5.     | 18,80 millió |
| 20.  | 16. | A tékozló fiú (The Prodigal Son)                             | Michael Preece    | Tony Mordente Peter Lance                                                                                | 1994. március 5.     | 19,80 millió |
| 21.  | 17. | A bizottság (The Committee)                                  | Michael Preece    | Lawrence Hertzog                                                                                         | 1994. március 12.    | 15,10 millió |
| 22.  | 18. | A látomás (Deadly Vision)                                    | Lee H. Katzin     | B.G. Henry                                                                                               | 1994. március 26.    | 17,80 millió |
| 23.  | 19. | A géprablás (Skyjacked)                                      | Tony Mordente     | Gregory S. Dinallo                                                                                       | 1994. április 2.     | 15,40 millió |
| 24.  | 20. | Az útonállók (The Long Haul)                                 | Tony Mordente     | Gordon T. Dawson                                                                                         | 1994. április 9.     | 19,10 millió |
| 25.  | 21. | Tébolyult erőszak (Rampage)                                  | Tony Mordente     | Gregory S. Dinallo                                                                                       | 1994. április 30.    | 17,10 millió |
| 26.  | 22. | A találkozás, 1.rész (The Reunion: Part 1)                   | Michael Preece    | Donald G. Thompson                                                                                       | 1994. május 14.      | 15,40 millió |
| 27.  | 23. | A találkozás, 2.rész (The Reunion: Part 2)                   | Michael Preece    | Donald G. Thompson                                                                                       | 1994. május 14.      | 15,40 millió |
| 28.  | 24. | Lopott boldogság (Stolen Lullaby)                            | Michael Preece    | Julie Friedgen                                                                                           | 1994. május 21.      | 18,80 millió |

### 2. évad (1994-1995)
| Sor. | Év. | Cím                                                           | Rendező              | Író                                                                         | Premier              | Nézettség    |
| ---- | --- | ------------------------------------------------------------- | -------------------- | --------------------------------------------------------------------------- | -------------------- | ------------ |
| 29.  | 1.  | A mundér becsülete (Badge of Honor)                           | Michael Preece       | Leonard Katzman                                                             | 1994. szeptember 24. | 17,20 millió |
| 30.  | 2.  | Tűzzel-vassal (Branded)                                       | Jerry Jameson        | Calvin Clements Jr.                                                         | 1994. október 1.     | 15,70 millió |
| 31.  | 3.  | Rémálom (Silk Dreams)                                         | Michael Preece       | Mitchell Wayne Katzman                                                      | 1994. október 8.     | 17,00 millió |
| 32.  | 4.  | A musztángok (Mustangs)                                       | Tony Mordente        | Gordon T. Dawson                                                            | 1994. október 15.    | 16,60 millió |
| 33.  | 5.  | Míg a halál el nem választ (Til Death Do Us Part)             | Alexander Singer     | Történet: Channing Clarkson & Sheree J. Wilson Tévéjáték: Channing Clarkson | 1994. október 22.    | 18,60 millió |
| 34.  | 6.  | A szivárványharcos (Rainbow Warrior)                          | Jerry Jameson        | Larry Brody                                                                 | 1994. november 5.    | 17,30 millió |
| 35.  | 7.  | A Fekete Öböl titka, 1.rész (The Road to Black Bayou Part I)  | Michael Preece       | Történet: David Thoreau Tévéjáték: David Thoreau & Calvin Clements Jr.      | 1994. november 19.   | 18,40 millió |
| 36.  | 8.  | A Fekete Öböl titka, 2.rész (The Road to Black Bayou Part II) | Michael Preece       | Történet: David Thoreau Tévéjáték: David Thoreau & Calvin Clements Jr.      | 1994. november 19.   | 18,40 millió |
| 37.  | 9.  | Tűzvonalban (Line of Fire)                                    | Tony Mordente        | Rick Husky                                                                  | 1994. november 26.   | 19,10 millió |
| 38.  | 10. | A bosszú (Payback)                                            | Alexander Singer     | Gordon T. Dawson                                                            | 1994. december 10.   | 18,70 millió |
| 39.  | 11. | A tigris szeme (Tiger's Eye)                                  | Tony Mordente        | Nicholas J. Corea                                                           | 1994. december 17.   | 18,70 millió |
| 40.  | 12. | A nagy bingó-átverés (The Big Bingo Bamboozle)                | Michael Preece       | Robert Wynne                                                                | 1995. január 7.      | 16,90 millió |
| 41.  | 13. | A nagy vonatrablás (Money Train)                              | Christian I.         | Nyby II Rick Husky                                                          | 1995. január 14.     | 17,30 millió |
| 42.  | 14. | Kegyetlen utcák (Mean Streets)                                | Michael Preece       | Mitchell Wayne Katzman                                                      | 1995. január 28.     | 17,90 millió |
| 43.  | 15. | A cowboy (Cowboy)                                             | Christian I. Nyby II | Richard Stanley                                                             | 1995. február 4.     | 21,20 millió |
| 44.  | 16. | Háborús övezet, 1.rész (War Zone Part I)                      | Michael Preece       | Gordon T. Dawson                                                            | 1995. február 11.    | 20,70 millió |
| 45.  | 17. | Háborús övezet, 2.rész (War Zone Part II)                     | Michael Preece       | Gordon T. Dawson                                                            | 1995. február 11.    | 20,70 millió |
| 46.  | 18. | Ne bízz senkiben! (Trust No One)                              | Tony Mordente        | Tévéjáték: Terry D. Nelson & Rick Kelbaugh Történet: Fred McKnight          | 1995. február 18.    | 18,60 millió |
| 47.  | 19. | A feddhetetlen (Blue Movies)                                  | Michael Preece       | Calvin Clements Jr.                                                         | 1995. február 25.    | 17,80 millió |
| 48.  | 20. | Háborgó lelkek (On Sacred Ground)                             | Joe Coppoletta       | Gordon T. Dawson                                                            | 1995. március 11.    | 16,60 millió |
| 49.  | 21. | Egy lezárt ügy (Case Closed)                                  | Tony Mordente        | Steven L. Sears                                                             | 1995. április 29.    | 19,80 millió |
| 50.  | 22. | Kísért a múlt, 1.rész (Flashback Part I)                      | Tony Mordente        | Jim Byrnes                                                                  | 1995. május 6.       | 16,10 millió |
| 51.  | 23. | Kísért a múlt, 2.rész (Flashback Part II)                     | Tony Mordente        | Jim Byrnes                                                                  | 1995. május 6.       | 16,10 millió |
| 52.  | 24. | Jéghideg szemek, 1.rész (Standoff Part I)                     | Michael Preece       | Tom Blomquist and Rick Husky & Terry D. Nelson                              | 1995. május 13.      | 17,70 millió |
| 53.  | 25. | Jéghideg szemek, 2.rész (Standoff Part II)                    | Michael Preece       | Tom Blomquist and Rick Husky & Terry D. Nelson                              | 1995. május 13.      | 17,70 millió |

### 3. évad (1995-1996)
| Sor. | Év. | Cím                                              | Rendező        | Író                                                                        | Premier              | Nézettség    |
| ---- | --- | ------------------------------------------------ | -------------- | -------------------------------------------------------------------------- | -------------------- | ------------ |
| 54.  | 1.  | Robbantás (Blown Apart)                          | Tony Mordente  | Terry D. Nelson                                                            | 1995. szeptember 23. | 19,40 millió |
| 55.  | 2.  | Titkos fedezet (Deep Cover)                      | Tony Mordente  | Calvin Clements Jr.                                                        | 1995. szeptember 30. | 19,50 millió |
| 56.  | 3.  | Őrzővédők (The Guardians)                        | Michael Preece | John Lansing & Bruce Cervi                                                 | 1995. október 7.     | 17,50 millió |
| 57.  | 4.  | Bonnie és Clyde (Collision Course)               | Chuck Bowman   | Jim Byrnes                                                                 | 1995. október 14.    | 18,60 millió |
| 58.  | 5.  | Eladott meccs (Point After)                      | Joe Coppoletta | Történet: Ronald M. Cohen Tévéjáték: Rick Husky                            | 1995. október 21.    | 19,50 millió |
| 59.  | 6.  | Sátán az éjszakában (Evil in the Night)          | Michael Preece | Tom Blomquist                                                              | 1995. november 4.    | 20,00 millió |
| 60.  | 7.  | Végítélet (Final Justice)                        | Joe Coppoletta | Rick Husky                                                                 | 1995. november 11.   | 21,10 millió |
| 61.  | 8.  | A lincselés (The Lynching)                       | Michael Preece | Nicholas J. Corea                                                          | 1995. november 18.   | 20,20 millió |
| 62.  | 9.  | Aktív pihenés, 1.rész (Whitewater: Part 1)       | Michael Preece | Lou & Liz Comici                                                           | 1995. november 25.   | 20,60 millió |
| 63.  | 10. | Aktív pihenés, 2.rész (Whitewater: Part 2)       | Michael Preece | Lou & Liz Comici                                                           | 1995. december 2.    | 22,10 millió |
| 64.  | 11. | Zsarolás (The Covenant)                          | Tony Mordente  | Tévéjáték: Donald G. Thompson & Gordon Dawson Történet: Donald G. Thompson | 1995. december 6.    | 22,10 millió |
| 65.  | 12. | Rodeó (Rodeo)                                    | Michael Preece | Babs Greyhosky                                                             | 1996. január 6.      | 19,20 millió |
| 66.  | 13. | Gyújtópont (Flashpoint)                          | Aaron Norris   | John Lansing & Bruce Cervi                                                 | 1996. január 13.     | 18,70 millió |
| 67.  | 14. | A védett tanú halála (Break In)                  | Joe Coppoletta | Jim Byrnes                                                                 | 1996. január 20.     | 21,10 millió |
| 68.  | 15. | LaRue visszatérése (The Return of LaRue)         | Michael Preece | Tom Blomquist                                                              | 1996. február 3.     | 21,90 millió |
| 69.  | 16. | A brutális férj (The Juggernaut)                 | Tony Mordente  | Calvin Clements Jr.                                                        | 1996. február 10.    | 22,10 millió |
| 70.  | 17. | Embercsempészek, 1.rész (El Coyote: Part 1)      | Tony Mordente  | Gordon T. Dawson                                                           | 1996. február 17.    | 21,40 millió |
| 71.  | 18. | Embercsempészek, 2.rész (El Coyote: Part 2)      | Tony Mordente  | Gordon T. Dawson                                                           | 1996. február 24.    | 22,30 millió |
| 72.  | 19. | Bosszúálló (The Avenger)                         | Tony Mordente  | Nicholas J. Corea                                                          | 1996. március 2.     | 20,40 millió |
| 73.  | 20. | A jelvény mögött (Behind the Badge)              | Michael Preece | Tom Blomquist                                                              | 1996. március 23.    | 19,50 millió |
| 74.  | 21. | Amnézia (Blackout)                               | Joe Coppoletta | Rick Husky                                                                 | 1996. április 6.     | 17,70 millió |
| 75.  | 22. | Határidő (Deadline)                              | Tony Mordente  | Történet: Jeff Myrow Tévéjáték: Nicholas J. Corea                          | 1996. április 13.    | 21,20 millió |
| 76.  | 23. | Az ostrom (The Siege)                            | Tony Mordente  | Gordon Dawson & Calvin Clements Jr.                                        | 1996. április 27.    | 21,20 millió |
| 77.  | 24. | A moszkvai kapcsolat (The Moscow Connection)     | Tony Mordente  | Nicholas J. Corea & Terry D. Nelson                                        | 1996. május 4.       | 19,00 millió |
| 78.  | 25. | Csoda Middle Creek-nél (Miracle at Middle Creek) | Michael Preece | Rick Husky                                                                 | 1996. május 11.      | 18,10 millió |
| 79.  | 26. | Dicsőségcsarnok (Hall of Fame)                   | Michael Preece | John Lansing & Bruce Cervi                                                 | 1996. május 18.      | 18,30 millió |

### 4. évad (1996-1997)
| Sor. | Év. | Cím                                            | Rendező                | Író                                                                   | Premier              | Nézettség    |
| ---- | --- | ---------------------------------------------- | ---------------------- | --------------------------------------------------------------------- | -------------------- | ------------ |
| 80.  | 1.  | Magasabb erő (Higher Power)                    | Michael Preece         | Bob Gookin                                                            | 1996. szeptember 21. | 16,90 millió |
| 81.  | 2.  | Hazafi (Patriot)                               | Tony Mordente          | John Lansing & Bruce Cervi                                            | 1996. szeptember 28. | 17,70 millió |
| 82.  | 3.  | Szellemlovas (Ghost Rider)                     | Karl Kases             | Nicholas J. Corea                                                     | 1996. október 5.     | 19,99 millió |
| 83.  | 4.  | Testvériség (The Brotherhood)                  | Michael Preece         | Gordon T. Dawson                                                      | 1996. október 12.    | 18,32 millió |
| 84.  | 5.  | Dögvész (Plague)                               | Tony Mordente          | Ron Swanson                                                           | 1996. október 19.    | 18,48 millió |
| 85.  | 6.  | Jóvátétel (Redemption)                         | Tony Mordente          | William T. Conway                                                     | 1996. október 26.    | 14,20 millió |
| 86.  | 7.  | Szitakötő (Codename: Dragonfly)                | Michael Preece         | Történet: Nicholas J. Corea Tévéjáték: Nicholas J. Corea & Bob Gookin | 1996. november 2.    | 19,00 millió |
| 87.  | 8.  | Néma jajkiáltás (A Silent Cry)                 | Michael Preece         | Mitchell Schneider                                                    | 1996. november 9.    | 18,51 millió |
| 88.  | 9.  | Hattyúdal (Swan Song)                          | Karl Kases             | Történet: Lou & Liz Comici Tévéjáték: Gordon T. Dawson                | 1996. november 16.   | 20,60 millió |
| 89.  | 10. | Ciklon (Cyclone)                               | Tony Mordente          | Nicholas J. Corea & Bob Gookin                                        | 1996. november 23.   | 21,52 millió |
| 90.  | 11. | Mázli (Lucky)                                  | Tony Mordente          | Történet: Bob Gookin & Rick Husky Tévéjáték: Bob Gookin               | 1996. november 30.   | 17,43 millió |
| 91.  | 12. | A Vipera (The Deadliest Man Alive)             | Tony Mordente          | Calvin Clements Jr.                                                   | 1996. december 14.   | 16,36 millió |
| 92.  | 13. | Egy Ranger karácsonya (A Ranger Christmas)     | Michael Preece         | Nicholas J. Corea                                                     | 1996. december 21.   | 17,38 millió |
| 93.  | 14. | Segítség! (Mayday)                             | Tony Mordente          | Történet: Rick Husky Tévéjáték: Nicholas J. Corea & Rick Husky        | 1997. január 11.     | 19,61 millió |
| 94.  | 15. | Utolsó remény (Last Hope)                      | Last Hope" Rich Thorne | Tévéjáték: Bob Gookin Történet: I.B. Otto & Bob Gookin                | 1997. január 18.     | 20,29 millió |
| 95.  | 16. | Full kontakt (Full Contact)                    | Michael Preece         | John Lansing & Bruce Cervi                                            | 1997. február 1.     | 17,06 millió |
| 96.  | 17. | A 99. Ranger (99th Ranger)                     | Tony Mordente          | Gordon T. Dawson                                                      | 1997. február 8.     | 17,02 millió |
| 97.  | 18. | Az ördög versenye (Devil's Turf)               | Michael Preece         | Bob Gookin                                                            | 1997. február 15.    | 17,86 millió |
| 98.  | 19. | A múlt (Days Past)                             | Tony Mordente          | Nicholas J. Corea                                                     | 1997. február 22.    | 16,96 millió |
| 99.  | 20. | LaRue tárgyalása (Trial of LaRue)              | Michael Preece         | Gordon T. Dawson                                                      | 1997. március 8.     | 15,17 millió |
| 100. | 21. | A Sárkány szíve (Heart of the Dragon)          | Michael Preece         | Bob Gookin                                                            | 1997. április 5.     | 15,26 millió |
| 101. | 22. | A külváros (The Neighborhood)                  | Eric Norris            | Nicholas J. Corea                                                     | 1997. április 26.    | 18,95 millió |
| 102. | 23. | Egy apakép (A Father's Image)                  | João Fernandes         | João FernandesGordon T. Dawson                                        | 1997. május 3.       | 17,52 millió |
| 103. | 24. | Thunder fiai, 1.rész (Sons of Thunder Part I)  | Aaron Norris           | Tévéjáték: Bob Gookin Történet: Chuck Norris & Aaron Norris           | 1997. május 4.       | 18,34 millió |
| 104. | 25. | Thunder fiai, 2.rész (Sons of Thunder Part II) | Aaron Norris           | Tévéjáték: Bob Gookin Történet: Chuck Norris & Aaron Norris           | 1997. május 4.       | 18,34 millió |
| 105. | 26. | Texas kontra Cahill (Texas vs. Cahill)         | Michael Preece         | Bob Gookin & Glenn A. Bruce                                           | 1997. május 10.      | 18,53 millió |
| 106. | 27. | Újonc (Rookie)                                 | Tony Mordente          | Nicholas J. Corea                                                     | 1997. május 17.      | 15,10 millió |

### 5. évad (1997-1998)
| Sor. | Év. | Cím                                                   | Rendező              | Író                                                                    | Premier              | Nézettség    |
| ---- | --- | ----------------------------------------------------- | -------------------- | ---------------------------------------------------------------------- | -------------------- | ------------ |
| 107. | 1.  | A harcos McLain család (The Fighting McLains)         | Tony Mordente        | Nicholas J. Corea                                                      | 1997. szeptember 27. | 15,49 millió |
| 108. | 2.  | Iceman (Iceman)                                       | Christian I. Nyby II | David Bennett Carren & J. Larry Carroll                                | 1997. október 4.     | 15,39 millió |
| 109. | 3.  | Lucas, 1.rész (Lucas: Part 1)                         | Michael Preece       | Történet: Chuck Norris & Aaron Norris Tévéjáték: Nicholas J. Corea     | 1997. október 11.    | 15,03 millió |
| 110. | 4.  | Lucas, 2.rész (Lucas: Part 2)                         | Michael Preece       | Történet: Chuck Norris & Aaron Norris Tévéjáték: Nicholas J. Corea     | 1997. október 18.    | 14,58 millió |
| 111. | 5.  | Elfeledett emberek (Forgotten People)                 | Tony Mordente        | Tévéjáték: Mick Curran Történet: Mick Curran & Mitchell Schneider      | 1997. október 25.    | 13,71 millió |
| 112. | 6.  | Gyilkosság a farmon, 1.rész (Last of a Breed: Part 1) | Michael Preece       | Gordon T. Dawson                                                       | 1997. november 1.    | 15,11 millió |
| 113. | 7.  | Gyilkosság a farmon, 2.rész (Last of a Breed: Part 2) | Michael Preece       | Gordon T. Dawson                                                       | 1997. november 8.    | 15,20 millió |
| 114. | 8.  | Csodagyerek (Brainchild)                              | Michael Preece       | Nicholas J. Corea                                                      | 1997. november 15.   | 16,48 millió |
| 115. | 9.  | Mr. Igazság (Mr. Justice)                             | Eric Norris          | Tévéjáték: Bob Gookin Történet: Bob Gookin & Rebecka S. Norris         | 1997. november 22.   | 16,46 millió |
| 116. | 10. | Szivárvány (Rainbow's End)                            | Eric Norris          | Nicholas J. Corea                                                      | 1997. december 6.    | 14,56 millió |
| 117. | 11. | Egy nő helye (A Woman's Place)                        | Gregg Champion       | Tévéjáték: Dawn Ritchie & Hannah Louise Shearer Történet: Dawn Ritchie | 1997. december 13.   | 13,83 millió |
| 118. | 12. | Egy kis áldás (Small Blessings)                       | Eric Norris          | Bob Gookin                                                             | 1997. december 20.   | 15,01 millió |
| 119. | 13. | Ásatás és olaj (Tribe)                                | Jerry Jameson        | Nicholas J. Corea                                                      | 1998. január 3.      | 17,09 millió |
| 120. | 14. | Mentőkörülmény (Saving Grace)                         | Jerry Jameson        | John Lansing & Bruce Cervi                                             | 1998. január 10.     | 13,83 millió |
| 121. | 15. | Pénz beszél (Money Talks)                             | Tony Mordente        | James L. Novack                                                        | 1998. január 17.     | 16,07 millió |
| 122. | 16. | A Keresztes (The Crusader)                            | Rich Thorne          | Bruce Cervi and John Lansing                                           | 1998. január 31.     | 14,56 millió |
| 123. | 17. | Isten kezében (In God's Hands)                        | Michael Preece       | Gordon T. Dawson                                                       | 1998. február 28.    | 16,24 millió |
| 124. | 18. | Beépített ügynök (Undercover)                         | Michael Preece       | Bob Gookin                                                             | 1998. március 7.     | 14,48 millió |
| 125. | 19. | Hétköznapi hősök (Everyday Heroes)                    | Michael Preece       | Bob Gookin                                                             | 1998. március 21.    | 14,50 millió |
| 126. | 20. | Harcosok (Warriors)                                   | João Fernandes       | Bob Gookin                                                             | 1998. április 4.     | 12,42 millió |
| 127. | 21. | Angel (Angel)                                         | Jerry Jameson        | Bruce Cervi and John Lansing                                           | 1998. április 18.    | 14,76 millió |
| 128. | 22. | Régi sérelmek (The Soul of Winter)                    | Michael Preece       | Gordon T. Dawson                                                       | 1998. április 25.    | 14,66 millió |
| 129. | 23. | Az élet körforgása (Circle of Life)                   | Michael Preece       | Nicholas J. Corea                                                      | 1998. május 2.       | 13,02 millió |
| 130. | 24. | Rettegés az iskolában (Test of Faith)                 | Eric Norris          | Bob Gookin                                                             | 1998. május 9.       | 12,46 millió |
| 131. | 25. | Az esküvő, 1.rész (The Wedding: Part 1)               | Michael Preece       | Gordon T. Dawson                                                       | 1998. május 16.      | 13,57 millió |

### 6. évad (1998-1999)
| Sor. | Év. | Cím                                               | Rendező              | Író                                                                       | Premier              | Nézettség    |
| ---- | --- | ------------------------------------------------- | -------------------- | ------------------------------------------------------------------------- | -------------------- | ------------ |
| 132. | 1.  | Az esküvő, 2.rész (The Wedding: Part 2)           | Michael Preece       | Gordon T. Dawson                                                          | 1998. szeptember 26. | 17,30 millió |
| 133. | 2.  | Üldözés (Trackdown)                               | Jerry Jameson        | William T. Conway                                                         | 1998. október 3.     | 15,17 millió |
| 134. | 3.  | Fenséges zsákmány (Royal Heist)                   | Michael Preece       | Nicholas Corea                                                            | 1998. október 10.    | 15,20 millió |
| 135. | 4.  | Csatakiáltás (War Cry)                            | Karl Kases           | Nicholas Corea                                                            | 1998. október 17.    | 12,15 millió |
| 136. | 5.  | Bosszúvágy (Code of the West)                     | Michael Preece       | Janet A. Wilson and Michael L. Wilson                                     | 1998. október 24.    | 15,87 millió |
| 137. | 6.  | A Halloween gyermekei (The Children of Halloween) | João Fernandes       | Bob Gookin                                                                | 1998. október 31.    | 14,17 millió |
| 138. | 7.  | Túlélés (Survival)                                | Jerry Jameson        | Bob Gookin                                                                | 1998. november 7.    | 16,61 millió |
| 139. | 8.  | Második esély (Second Chance)                     | Christian I. Nyby II | Bruce Cervi and John Lansing                                              | 1998. november 14.   | 14,01 millió |
| 140. | 9.  | Paradicsom ösvény (Paradise Trail)                | Michael Preece       | Nicholas Corea                                                            | 1998. november 21.   | 13,80 millió |
| 141. | 10. | Egy Ranger szeme (Eyes of a Ranger)               | Michael Preece       | Történet: Gordon Dawson and Dawn Ritchie Tévéjáték: Gordon Dawson         | 1998. december 5.    | 15,05 millió |
| 142. | 11. | A határon (On the Border)                         | Jerry Jameson        | Allan Cole                                                                | 1998. december 12.   | 15,95 millió |
| 143. | 12. | Elveszett fiúk (Lost Boys)                        | Rich Thorne          | Robin Madden                                                              | 1999. január 9.      | 16,00 millió |
| 144. | 13. | Különleges tanú (Special Witness)                 | Christian I. Nyby II | Bob Gookin                                                                | 1999. január 16.     | 16,35 millió |
| 145. | 14. | Az igazgató (The Principal)                       | Jerry Jameson        | Nicholas Corea                                                            | 1999. február 6.     | 15,48 millió |
| 146. | 15. | Cseroki csapat, 1.rész (Team Cherokee: Part 1)    | Michael Preece       | Bruce Cervi and John Lansing                                              | 1999. február 13.    | 14,26 millió |
| 147. | 16. | Cseroki csapat, 2.rész (Team Cherokee: Part 2)    | Michael Preece       | Bruce Cervi and John Lansing                                              | 1999. február 20.    | 15,23 millió |
| 148. | 17. | Leánykereskedelem (livegirls.now)                 | Jerry Jameson        | Bruce Cervi and John Lansing                                              | 1999. február 27.    | 14,19 millió |
| 149. | 18. | Nincs kiút (No Way Out)                           | Eric Norris          | Bruce Cervi and John Lansing                                              | 1999. április 24.    | 13,71 millió |
| 150. | 19. | Rég nem látott testvér (Brothers in Arms)         | Eric Norris          | Nicholas Corea                                                            | 1999. május 1.       | 13,02 millió |
| 151. | 20. | Agytorna (Mind Games)                             | Michael Preece       | Robin Madden                                                              | 1999. május 8.       | 12,83 millió |
| 152. | 21. | Powers angyalai (Power Angels)                    | Eric Norris          | Történet: Leslie Pike Tévéjáték: Bruce Cervi and John Lansing             | 1999. május 15.      | 10,69 millió |
| 153. | 22. | Jacob hőstette (Jacob's Ladder)                   | Michael Preece       | Janet A. Wilson and Michael L. Wilson                                     | 1999. május 15.      | 13,44 millió |
| 154. | 23. | Rettegés, 1.rész (In Harm's Way: Part 1)          | Jerry Jameson        | Történet: Gordon T. Dawson and Nicholas Corea Tévéjáték: Gordon T. Dawson | 1999. május 22.      | 11,86 millió |

### 7. évad (1999-2000)
| Sor. | Év. | Cím                                                                  | Rendező              | Író                                                                       | Premier              | Nézettség    |
| ---- | --- | -------------------------------------------------------------------- | -------------------- | ------------------------------------------------------------------------- | -------------------- | ------------ |
| 155. | 1.  | Rettegés, 2.rész (In Harm's Way: Part 2)                             | Jerry Jameson        | Történet: Gordon T. Dawson and Nicholas Corea Tévéjáték: Gordon T. Dawson | 1999. szeptember 25. | 13,88 millió |
| 156. | 2.  | Visszaszámlálás (Countdown)                                          | Michael Preece       | Bob Gookin                                                                | 1999. október 2.     | 12,33 millió |
| 157. | 3.  | Búvóhely (Safe House)                                                | Jerry Jameson        | Bruce Cervi and John Lansing                                              | 1999. október 9.     | 12,88 millió |
| 158. | 4.  | A harcos útja (Way of the Warrior)                                   | Michael Preece       | Történet: Guy Prevost Tévéjáték: Guy Prevost, Bruce Cervi and John        | 1999. október 16.    | 13,24 millió |
| 159. | 5.  | Eltűnt újságíró (Tall Cotton)                                        | Michael Preece       | Bob Gookin                                                                | 1999. október 23.    | 12,22 millió |
| 160. | 6.  | A Lynn nővérek (The Lynn Sisters)                                    | Christian I. Nyby II | Rob Wright                                                                | 1999. október 30.    | 12,22 millió |
| 161. | 7.  | Gyanakvó elmék (Suspicious Minds)                                    | Jerry Jameson        | Anne Dremann                                                              | 1999. november 6.    | 12,05 millió |
| 162. | 8.  | Halálosztó (Widow Maker)                                             | Jerry Jameson        | Gordon T. Dawson                                                          | 1999. november 13.   | 12,23 millió |
| 163. | 9.  | Harc vagy halál (Fight or Die)                                       | Michael Preece       | Gordon T. Dawson                                                          | 1999. november 20.   | 12,89 millió |
| 164. | 10. | Felnőni a feladathoz (Rise to the Occasion)                          | Eric Norris          | Bob Gookin                                                                | 1999. november 27.   | 13,59 millió |
| 165. | 11. | Teljes felépülés (Full Recovery)                                     | Clarence Gilyard Jr. | Bruce Cervi and John Lansing                                              | 1999. december 11.   | 11,18 millió |
| 166. | 12. | Hitkérdés (A Matter of Faith)                                        | Michael Preece       | Bruce Cervi and John Lansing                                              | 1999. december 18.   | 12,34 millió |
| 167. | 13. | Látásvizsgálat (Vision Quest)                                        | Jerry Jameson        | Rob Wright                                                                | 2000. január 8.      | 12,23 millió |
| 168. | 14. | Elvi kérdés (A Matter of Principle)                                  | Eric Norris          | Janet A. Wilson and Michael L. Wilson                                     | 2000. január 15.     | 14,37 millió |
| 169. | 15. | Viharmadár (Thunderhawk)                                             | Mike Norris          | Történet: Rob Wright and Reuben Leder Tévéjáték: Rob Wright               | 2000. február 5.     | 10,97 millió |
| 170. | 16. | Késlekedő igazság (Justice Delayed)                                  | Michael Preece       | John Lansing                                                              | 2000. február 12.    | 11,53 millió |
| 171. | 17. | A tisztogatás napja (The Day of Cleansing)                           | Christian I. Nyby II | Történet: John Lansing and Bruce Cervi Tévéjáték: Gordon Dawson           | 2000. február 19.    | 15,47 millió |
| 172. | 18. | Fekete Sárkányok (Black Dragons)                                     | Michael Preece       | Doug Heyes Jr.                                                            | 2000. február 26.    | 13,71 millió |
| 173. | 19. | A gyűlölet katonái (Soldiers of Hate)                                | Jerry Jameson        | Leslie Pike                                                               | 2000. március 18.    | 9,26 millió  |
| 174. | 20. | A tábornok visszatérése (The General's Return)                       | Christian I. Nyby II | Galen Tong                                                                | 2000. április 8.     | 10,54 millió |
| 175. | 21. | Erőpróba a Casa Diablo-ban, 1.rész (Showdown at Casa Diablo: Part 1) | Eric Norris          | Bruce Cervi and John Lansing                                              | 2000. április 29.    | 10,83 millió |
| 176. | 22. | Erőpróba a Casa Diablo-ban, 2.rész (Showdown at Casa Diablo: Part 2) | Jerry Jameson        | Bruce Cervi and John Lansing                                              | 2000. május 6.       | 11,76 millió |
| 177. | 23. | Legénybúcsú (The Bachelor Party)                                     | Mike Norris          | Rob Wright                                                                | 2000. május 13.      | 12,52 millió |
| 178. | 24. | Esküvő, 1.rész (Wedding Bells Part I)                                | Jerry Jameson        | Bob Gookin                                                                | 2000. május 20.      | 13,16 millió |
| 179. | 25. | Esküvő, 2.rész (Wedding Bells Part II)                               | Jerry Jameson        | Bob Gookin                                                                | 2000. május 20.      | 13,16 millió |

### 8. évad (2000-2001)
| Sor. | Év. | Cím                                                 | Rendező              | Író                                                                   | Premier            | Nézettség    |
| ---- | --- | --------------------------------------------------- | -------------------- | --------------------------------------------------------------------- | ------------------ | ------------ |
| 180. | 1.  | Bérlők harca (Home of the Brave)                    | Michael Preece       | Rob Wright                                                            | 2000. október 7.   | 11,57 millió |
| 181. | 2.  | Halálos helyzet (Deadly Situation)                  | Eric Norris          | Gordon T. Dawson                                                      | 2000. október 14.  | 10,05 millió |
| 182. | 3.  | Fehér bölény (White Buffalo)                        | Mike Norris          | Janet A. Wilson and Michael L. Wilson                                 | 2000. október 21.  | 10,16 millió |
| 183. | 4.  | Bosszúálló angyal (The Avenging Angel)              | Mike Norris          | Shel Willens                                                          | 2000. október 28.  | 9,36 millió  |
| 184. | 5.  | A változás szele (The Winds of Change)              | Eric Norris          | Rob Wright                                                            | 2000. november 4.  | 10,72 millió |
| 185. | 6.  | Lazarus (Lazarus)                                   | Michael Preece       | Galen Tong                                                            | 2000. november 11. | 9,58 millió  |
| 186. | 7.  | Fordulópont (Turning Point)                         | Eric Norris          | Történet: Rob Wright Tévéjáték: Duke Sandefur                         | 2000. november 18. | 10,55 millió |
| 187. | 8.  | Megtorlás (Retribution)                             | Michael Preece       | Raymond Hartung                                                       | 2000. november 25. | 11,15 millió |
| 188. | 9.  | A remény gyermeke (Child of Hope)                   | Mike Norris          | Julie Beers                                                           | 2000. december 9.  | 9,47 millió  |
| 189. | 10. | Faith (Faith)                                       | Michael Preece       | Rob Wright                                                            | 2000. december 16. | 9,79 millió  |
| 190. | 11. | Szépreményű ifjú (Golden Boy)                       | Eric Norris          | Történet: Chuck Norris Tévéjáték: Raymond Hartung                     | 2001. január 6.    | 9,79 millió  |
| 191. | 12. | Elkeseredett küzdelem (Desperate Measures)          | Michael Preece       | Duke Sandefur                                                         | 2001. január 20.   | 10,83 millió |
| 192. | 13. | Kosármeccs (Division Street)                        | Mike Norris          | Történet: Aaron Norris and Galen Tong Tévéjáték: Julie Beers          | 2001. február 3.   | 10,62 millió |
| 193. | 14. | Szombat este (Saturday Night)                       | Eric Norris          | Rob Wright                                                            | 2001. február 10.  | 9,40 millió  |
| 194. | 15. | Igazságot mindenkinek! (Justice for All)            | Christian I. Nyby II | Történet: Chuck Norris Tévéjáték: Gordon T. Dawson                    | 2001. február 17.  | 11,05 millió |
| 195. | 16. | Hat óra (6 Hours)                                   | Michael Preece       | David T. Levinson                                                     | 2001. április 14.  | 8,65 millió  |
| 196. | 17. | Középkori bűntettek (Medieval Crimes)               | Eric Norris          | Történet: Raymond Hartung and Chuck Norris Tévéjáték: Raymond Hartung | 2001. április 21.  | 8,36 millió  |
| 197. | 18. | Legendák (Legends)                                  | Mike Norris          | Rob Wright                                                            | 2001. április 21.  | 10,95 millió |
| 198. | 19. | Veszélyes sebesség (Unsafe Speed)                   | Garry A. Brown       | Duke Sandefur                                                         | 2001. április 28.  | 8,49 millió  |
| 199. | 20. | Hang nélkül (Without a Sound)                       | Mike Norris          | Aurorae Khoo                                                          | 2001. április 28.  | 10,76 millió |
| 200. | 21. | Véres gyémánt (Blood Diamonds)                      | Eric Norris          | Raymond Hartung                                                       | 2001. május 5.     | 8,28 millió  |
| 201. | 22. | Ranger-ek a vásznon (The Reel Rangers)              | Christian I. Nyby II | Julie Beers                                                           | 2001. május 5.     | 10,26 millió |
| 202. | 23. | Végső erőpróba, 1.rész (The Final Showdown Part I)  | Aaron Norris         | Gordon T. Dawson                                                      | 2001. május 19.    | 10,82 millió |
| 203. | 24. | Végső erőpróba, 2.rész (The Final Showdown Part II) | Aaron Norris         | Gordon T. Dawson                                                      | 2001. május 19.    | 10,82 millió |

### Film (2005)
| Sor. | Év. | Cím                                                                         | Rendező      | Író                        | Premier           | Nézettség    |
| ---- | --- | --------------------------------------------------------------------------- | ------------ | -------------------------- | ----------------- | ------------ |
| 1.   | 1.  | Walker, a texasi kopó - Újra akcióban (Walker, Texas Ranger: Trial by Fire) | Aaron Norris | John Lansing & Bruce Cervi | 2005. október 16. | 10,20 millió |

## Fordítás
- Ez a szócikk részben vagy egészben  a   Walker, Texas Ranger című angol Wikipédia-szócikk fordításán alapul.  Az eredeti cikk szerkesztőit annak laptörténete sorolja fel. Ez a jelzés csupán a megfogalmazás eredetét és a szerzői jogokat jelzi, nem szolgál a cikkben szereplő információk forrásmegjelöléseként.